# Sakleshpur
Sakleshpur (o Saklaspur) è una città dell'India di 23.201 abitanti, situata nel distretto di Hassan, nello stato federato del Karnataka. In base al numero di abitanti la città rientra nella classe III (da 20.000 a 49.999 persone).

## Geografia fisica
La città è situata a 12° 58' 0 N e 75° 46' 60 E e ha un'altitudine di 948 m s.l.m..

## Società

### Evoluzione demografica
Al censimento del 2001 la popolazione di Sakleshpur assommava a 23.201 persone, delle quali 11.777 maschi e 11.424 femmine. I bambini di età inferiore o uguale ai sei anni assommavano a 2.824, dei quali 1.474 maschi e 1.350 femmine. Infine, coloro che erano in grado di saper almeno leggere e scrivere erano 17.105, dei quali 9.232 maschi e 7.873 femmine.